# Kanton Gevrey-Chambertin
Gevrey-Chambertin is een voormalig kanton van het Franse departement Côte-d'Or. Het kanton maakte deel uit van het arrondissement Dijon. Het werd opgeheven bij decreet van 18 februari 2014, met uitwerking op 22 maart 2015.

## Gemeenten
Het kanton Gevrey-Chambertin omvatte de volgende gemeenten:
- Barges
- Bévy
- Brochon
- Broindon
- Chambœuf
- Chambolle-Musigny
- Chevannes
- Clémencey
- Collonges-lès-Bévy
- Corcelles-lès-Cîteaux
- Couchey
- Curley
- Curtil-Vergy
- Détain-et-Bruant
- Épernay-sous-Gevrey
- L'Étang-Vergy
- Fénay
- Fixin
- Gevrey-Chambertin (hoofdplaats)
- Messanges
- Morey-Saint-Denis
- Noiron-sous-Gevrey
- Quemigny-Poisot
- Reulle-Vergy
- Saint-Philibert
- Saulon-la-Chapelle
- Saulon-la-Rue
- Savouges
- Segrois
- Semezanges
- Ternant
- Urcy